# Micrallecto fusii
Micrallecto fusii is een eenoogkreeftjessoort uit de familie van de Micrallectidae. De wetenschappelijke naam van de soort is voor het eerst geldig gepubliceerd in 1973 door Stock.